# Liste des distinctions de Tiësto
 (février 2015).
Si vous disposez d'ouvrages ou d'articles de référence ou si vous connaissez des sites web de qualité traitant du thème abordé ici, merci de compléter l'article en donnant les références utiles à sa vérifiabilité et en les liant à la section « Notes et références ».

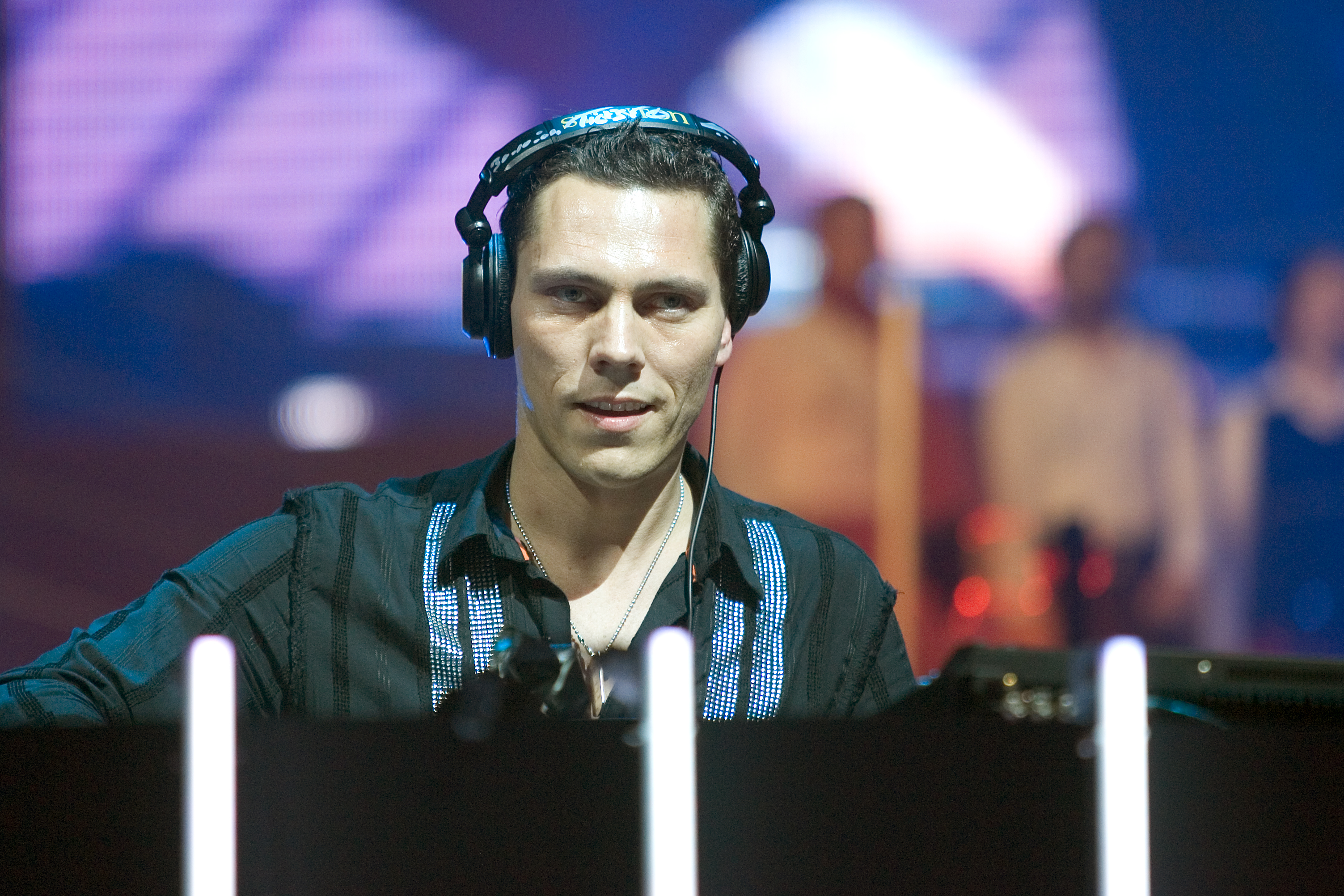
Tiësto en 2004.

Tiësto est le premier disc jockey à avoir été classé trois fois de suite (2002, 2003 et 2004) « meilleur DJ du monde » dans le TOP 100 du DJ Magazine. 
D'autres récompenses importantes lui furent attribuées, notamment sa nomination en tant qu'officier de l'Ordre d'Orange-Nassau par la reine Béatrix des Pays-Bas et son entrée au classement des 40 plus grands Néerlandais de tous les temps. 
Aux Grammy Awards, il est nommé en 2008 pour son album Elements of Life et remporte en 2015 le prix du meilleur remix pour sa version du titre All of Me de John Legend.

## Bilan

### Classements du DJ Magazine
- 2000 : DJ Mag Top 100 : #24 (entrée)
- 2001 : DJ Mag Top 100 DJ : #6
- 2002 : DJ Mag Top 100 DJ : #1[5]
- 2003 : DJ Mag Top 100 DJ : #1[6]
- 2004 : DJ Mag Top 100 DJ : #1[7]
- 2005 : DJ Mag Top 100 DJ : #2[8]
- 2006 : DJ Mag Top 100 DJ : #3[9]
- 2007 : DJ Mag Top 100 DJ : #2[10]
- 2008 : DJ Mag Top 100 DJ : #2[11]
- 2009 : DJ Mag Top 100 DJ : #2[12]
- 2010 : DJ Mag Top 100 DJ : #3[13]
- 2011 : DJ Mag Top 100 DJ : #3[14]
- 2012 : DJ Mag Top 100 DJ : #2[15]
- 2013 : DJ Mag Top 100 DJ : #4[16] (Obtient le titre honorifique de « plus grand DJ de tous les temps »[réf. nécessaire])
- 2014 : DJ Mag Top 100 DJ : #5[17]
- 2015 : DJ Mag Top 100 DJ : #5[18]

### Titres
- 2003  : Entrée au classement des 40 plus grand néerlandais de tous les temps[19]
- 2003 : Officier de l'Ordre d'Orange-Nassau[19]
- 2006 : Ambassadeur International de Dance4Life
- 2008 : Beatport Music Awards: 2e Meilleur Artiste Trance
- 2008 : Mixmag : meilleur DJ de l'année (choix de la rédaction)[20]
- 2009 : Beatport Music Awards : 2e Meilleur Artiste Trance
- 2010 : Beatport Music Awards : 2e Meilleur Artiste Trance
- 2010 : Trance Top 1000 : Meilleur son de tous les temps (Delirium - Silence [Tiësto Remix])
- 2011 : Mixmag : meilleur DJ de tous les temps (sondage public)[14],[21]

### Awards
- 1999 : Gold Sales Award (Gouryella)
- 2000 : Gold Sales Award (Walhalla)
- 2002 : Zilveren Harp Music Award
- 2002 : Lucky Strike Dance Award
- 2002 : Dutch Popprijs
- 2002 : Ibiza DJ Award : Meilleur DJ Trance de la planète
- 2003 : World Dancestar Award U.S.A. : Meilleur DJ de la planète
- 2003 :ID&T Dutch DJ Award : Meilleur DJ hollandais (par un jury professionnel)
- 2003 : ID&T Dutch DJ Award : Meilleur DJ (Vote du public)
- 2003 : Radio 538 Dance Award : Radio 538 Dutch Audience Edison
- 2003 : TMF Award Holland : Meilleur artiste Dance hollandais
- 2003 : TMF Awards Holland : Meilleur DJ national
- 2003 : TMF Awards Belgium : Meilleur artiste dance de la planète
- 2003 : MTV Europe Music Awards : Meilleur DJ hollandais
- 2003 : BG Magazine Award : Meilleur dj Club/Trance/Hardhouse
- 2003 : Mixmag Award : Meilleur Résident d'Ibiza
- 2004 : ID&T Dutch DJ Award : Meilleur DJ (vote du public)
- 2004 : Buma/Stemra Sound of Silence Award
- 2004 : TMF Awards Belgium : meilleur DJ de la planète
- 2004 : World Music Award : Plus grand succès hollandais à travers la planète
- 2004 : Ibiza DJ Award : Meilleur DJ Trance de la planète
- 2004 : TMF Awards Holland : Meilleur DJ national
- 2004 : TMF Awards Holland : Meilleur artiste hollandais dance
- 2004 : WMC Awards Miami : Meilleur DJ de la planète
- 2004 : DJUK awards : Meilleur DJ
- 2005 : 3 FM Award : Meilleur DJ Dance
- 2005 : Release Dance Award : Meilleur DJ Trance/Progressive
- 2005 : Release Dance Award : Meilleur DJ de la planète
- 2005 : TMF Belgium : Meilleur DJ de la planète
- 2005 : Dance Music Award Germany : Meilleur artiste Trance
- 2005 : WMC Awards Miami : Meilleur producteur
- 2005 : WMC Awards Miami : Best Hi-NRG / Euro track
- 2005 : WMC Awards Miami : The Ortofon Best European DJ 2004
- 2005 : WMC Awards Miami : Meilleur producteur 2004
- 2005 : TMF Awards Holland : Best Dance National
- 2005 : TMF Awards Holland : Radio 538 single of the year
- 2005 : TMF Awards Holland : Lifetime Achievement
- 2005 : Edison Music Award : Best dance album – Just Be
- 2006 : TMF Awards Belgium : Awards hommage à sa carrière
- 2006 : TMF Awards Belgium : Best Dance
- 2006 : TMF Awards Belgium : Best remixer
- 2006 : 3 FM Awards : Best Dance Artist
- 2006 : Canadian Golden Award (Tiësto in Concert 2 DVD)
- 2007 : WMC Awards Miami : Best Progressive House/Trance Track (Dance4Life)
- 2007 : WMC Awards Miami : Best Ortofon Global DJ 2006
- 2007 : WMC Awards Miami : Best Full Length DJ Mix CD (In Search of Sunrise 5: Los Angeles)
- 2007 : Radio 3FM Awards : Best Dance artist
- 2008 : BUMA golden harp award 2007
- 2008 : Dutch BUMA export award
- 2008 : WMC Awards Miami : Best Global DJ
- 2008 : WMC Awards Miami : Best Full Length DJ Mix CD (In Search of Sunrise 6: Ibiza)
- 2008 : Ibiza DJ Award: Best International DJ
- 2008 : IDMA Award Best Global DJ / Best Electronic Dance Album - Elements Of Life
- 2008 : Meilleur DJ de la planète at the DJ Awards
- 2009 : Meilleur DJ de la planète : (Idma) Annual International dance music awards
- 2009 : Best Full Length DJ Mix : (Idma) Annual International dance music awards (In Search of Sunrise 7: Asia - Tiësto)
- 2009 : Meilleur Podcast : (Idma) Annual International dance music awards (Radio 538: Tiësto's Club Life Podcast)
- 2009 : Meilleur Artist (Solo) : (Idma)  Annual International dance music awards
- 2015 : Grammy Award for Best Remixed Recording, Non-Classical : All of Me (Tiësto's Birthday Treatment Remix)

### Nominations
- 2002 : Dance Award by the UK's Muzik Magazine in the category Best Radio 1 Essential Mix
- 2002 : Meilleur DJ Progressive aux DJ Awards
- 2004 : Meilleur DJ auc DJ Awards
- 2005 : Meilleur DJ Trance aux DJ Awards
- 2006 : Meilleur DJ Trance aux DJ Awards
- 2007 : Meilleur artiste hollandais MTV Europe Music Awards 2007
- 2007 : Meilleur artiste Dance at the TMF Awards
- 2008 : Meilleur album Electronic/Dance aux Grammy Awards for Elements of Life
- 2008 : WMC Awards Miami: Meilleur DJ Européen
- 2008 : WMC Awards Miami: Meilleur producteur
- 2008 : Beatport Music Awards : Meilleur artiste trance
- 2008 : World Music Award: Meilleur DJ
- 2008 : Meilleur DJ trance aux DJ Awards
- 2009 : WMC Awards Miami : Meilleur titre Progressive House/Trance (Imagination (Tiësto Remix))
- 2009 : WMC Awards Miami : Meilleur DJ européen
- 2009 : Beatport Music Awards : Meilleur artiste trance